# Gonocytisus dirmilensis
Gonocytisus dirmilensis är en ärtväxtart som beskrevs av Hub.-mor. Gonocytisus dirmilensis ingår i släktet Gonocytisus och familjen ärtväxter. Inga underarter finns listade i Catalogue of Life.